# Fuchsberg (Weddegast)
Koordinaten: 51° 47′ 33,3″ N, 11° 50′ 34,1″ O
Der Fuchsberg ist ein nur in Resten erhaltener Grabhügel der endneolithischen Schnurkeramischen Kultur (2800–2200 v. Chr.) in Weddegast, einem Ortsteil von Bernburg (Saale) im Salzlandkreis (Sachsen-Anhalt). Er wurde wohl Ende des 19. Jahrhunderts geöffnet, wobei zwei Steinkistengräber gefunden wurden, von denen heute nur noch eines existiert. Die Funde aus den Gräbern befinden sich heute im Schlossmuseum Bernburg.

## Lage
Der Hügel befindet sich etwa 500 m nordöstlich von Weddegast, nur wenige Meter nördlich der Bundesstraße 185 auf einem Feld.
In der näheren Umgebung gibt es noch weitere vorgeschichtliche Grabmäler. 1,3 km nordwestlich befindet sich der mehrperiodische Grabhügel Spitzes Hoch, 1,5 km nordnordwestlich das Großsteingrab Steinerne Hütte und 2,5 km westnordwestlich der mehrperiodische Grabhügel Pohlsberg (alle bei Latdorf).

## Forschungsgeschichte
Der Hügel wurde vermutlich Ende des 19. Jahrhunderts im Zuge des Ausbaus der Chaussee von Bernburg nach Köthen (heute Bundesstraße 185) von Mitgliedern des Bernburger Geschichts- und Altertumsvereins teilweise ausgegraben. Zu den genauen Umständen dieser Untersuchung ist heute nichts mehr bekannt, da keinerlei Dokumentation angefertigt wurde. Die Funde aus dieser Grabung, die in die Sammlung des Bernburger Museum gelangten, wurden von Paul Höfer 1902 erstmals erwähnt und 1911 von Otto Merkel genauer beschrieben.
1974 wurde das noch erhaltene Steinkistengrab erneut freigelegt, wobei weitere Funde gemacht wurden, die ebenfalls nach Bernburg gelangten. 1992 wurden am Nordrand des Hügels beim Pflügen Skelettreste gefunden, die ins Landesmuseum für Vorgeschichte nach Halle (Saale) gelangten.

## Beschreibung

### Architektur
Der Hügel ist heute weitgehend abgetragen. Zu seinem Durchmesser und seiner ursprünglichen Höhe liegen keine Angaben vor. An seinen Standort ist lediglich eine Baumgruppe mit einer Länge von etwa 100 m und einer Breite von etwa 50 m zu erkennen.
Bei der ersten Untersuchung wurden zwei Steinkisten freigelegt. Steinkiste I ist heute nicht mehr erhalten. Zu ihren Maßen und ihrer Beschaffenheit liegen keine Angaben vor. Über ihre genaue Lage ist nur bekannt, dass sie sich neben der erhaltenen Steinkiste II befunden hatte. Diese befindet sich am Nordrand des Hügels. Sie ist etwa ost-westlich orientiert und besteht aus mehreren Wandplatten und drei Deckplatten, von denen die mittlere abgewälzt ist. Am Ostende der Kiste befinden sich einige Steine, die vielleicht zu einem Vorbau gehören.
Da die freigelegten Steinkisten sich am Rand des Hügels befinden bzw. befanden, ist es möglich, dass sich in seinem Zentrum und/oder an anderen Stellen noch weitere, bislang unentdeckte Gräber verbergen.

### Bestattungen
Die einzigen menschlichen Knochen, die bislang vom Fuchsberg bekannt sind, wurden 1992 gefunden und 1994 von Roman Mischker kurz beschrieben. Sie wurden beim Pflügen in oder (wahrscheinlicher) bei der erhaltenen Steinkiste II gefunden. Es handelt sich um mehrere Knochenbruchstücke eines wohl erwachsenen Individuums. Unter anderem wurden Bruchstücke vom Schädel und vom Becken gefunden. Nach Mischker handelt es sich wohl nicht um eine schnurkeramische Bestattung, sondern um eine mittelalterliche Nachbestattung.

### Beigaben

#### Keramik
Aus der zerstörten Steinkiste I wurde eine gedrungene Amphore aus rotbrauner Keramik mit vier kreuzständigen Ösen geborgen. Sie hat eine Höhe von 27 cm und besitzt eine Verzierung aus gerstenkornförmigen Eindrücken, die in drei Reihen am Bauch, zwei Reihen am Hals und viermal drei senkrechten Reihen zwischen den Ösen und dem Hals verlaufen.
Aus Steinkiste II stammen drei einander sehr ähnliche Amphoren aus grauer Keramik mit je zwei Ösen und zwei Knubben. Sie sind 17,7 cm, 21,3 cm und 25,5 cm hoch. Sie weisen an Hals und Schulter eine Verzierung aus Furchenstichlinien bzw. Strichlinien, ausgesparte Zickzackbänder sowie Ährenstichfransen als unteren Abschluss auf.
Das Schlossmuseum Bernburg besitzt noch eine weitere Amphore, die den letzten drei sehr ähnlich ist und eine Höhe von 19,1 cm aufweist. Sie stammt aus einer der beiden Steinkisten vom Fuchsberg.
Bei der Nachgrabung von 1974 wurden noch ein Schulterbruchstück einer Amphore sowie eine Öse gefunden. Beide Stücke bestehen aus schwarzbrauner Keramik und weisen die gleichen Verzierungen wie die Amphoren aus Steinkiste II auf.

#### Steingeräte
Aus Steinkiste II stammen drei Beile aus Grünstein. Das erste ist facettiert und hat die Form eines Schuhleistenkeils. Es hat eine Länge von 20,5 cm. Das zweite Beil ist trapezförmig und hat eine Länge von 10,6 cm. Das dritte Beil ist schmal und hat eine Länge von 18,2 cm.
Im Schlossmuseum Bernburg befinden sich außerdem zwei facettierte Äxte der Schnurkeramischen Kultur aus Weddegast. Ob ein Zusammenhang zum Fuchsberg besteht, ist unklar, da ihre genauen Fundstellen unbekannt sind.